# Dhaleshwari
Dhaleshwari ist ein 160 km langer, bis zu 81 m tiefer Mündungsarm der Jamuna in Bangladesch.
Ausgehend von der Jamuna teilt sie sich zunächst in einen nördlichen, den Namen beibehaltenden Arm, und einen südlichen, den Namen Kaliganga annehmenden Arm auf. Nach der Vereinigung der beiden Arme fließt die Dhaleshwari in den Fluss Shitalakshya, die in die Meghna mündet.
In früheren Zeiten ist sie wahrscheinlich im Bett der Padma geflossen, bis die Padma etwa zwischen 1600 und 2000 n. Chr. seinen Verlauf änderte.
In den 2010er Jahren war die Dhaleshwari durch Umweltverschmutzung geschädigt worden. Zu den Ursachen gehört die Ansiedlung von Gerbereien aus der Gegend von Hazaribagh, wo vergleichbare Verschmutzungen im Buriganga aufgetreten waren.